# Коштиуј (Марамуреш)
Коштиуј (рум. Coștiui) насеље је у Румунији у округу Марамуреш у општини Рона де Сус. Oпштина се налази на надморској висини од 388 m.

## Становништво
Према подацима из 2002. године у насељу је живело 782 становника.

### Попис2002.
| Расподела становништва по националности 2002.‍ | Расподела становништва по националности 2002.‍ | Расподела становништва по националности 2002.‍ | Расподела становништва по националности 2002.‍ | Расподела становништва по националности 2002.‍ |
| --------------------------------------------- | --------------------------------------------- | --------------------------------------------- | --------------------------------------------- | --------------------------------------------- |
|                                               |                                               |                                               |                                               |                                               |
| Румуни                                        | Румуни                                        |                                               | 62                                            | 7,9%                                          |
| Мађари                                        | Мађари                                        |                                               | 402                                           | 51,5%                                         |
| Украјинци                                     | Украјинци                                     |                                               | 317                                           | 40,6%                                         |